# شهرستان رائوپینگ

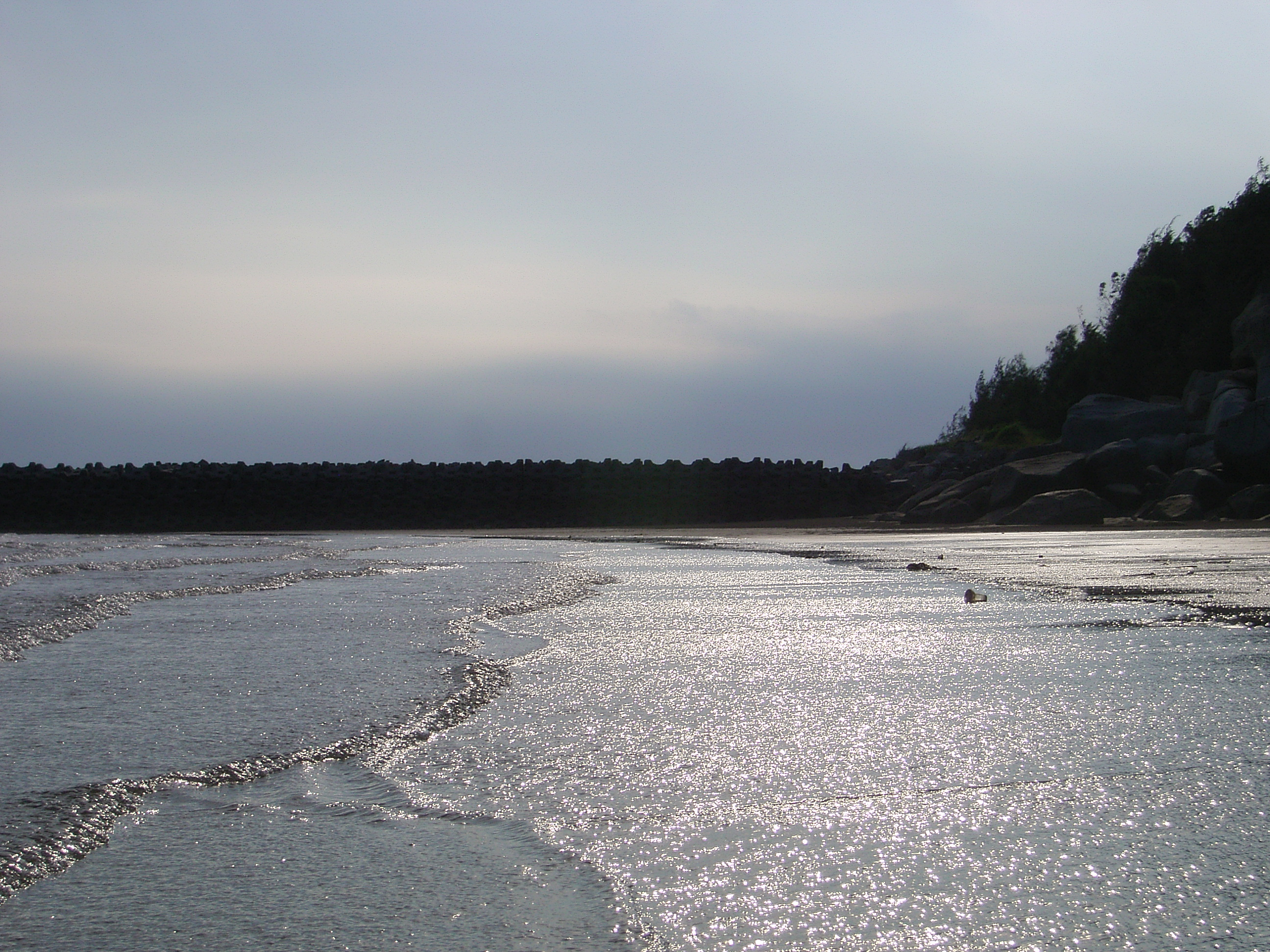
راوپینگ

راوپینگ (به لاتین: Raoping County) یک شهرستان در جمهوری خلق چین است که در چاوژو واقع شده‌است.

## خصوصیات
راوپینگ ۲٬۲۰۳ کیلومترمربع مساحت و ۹۰۰٬۰۰۰ نفر جمعیت دارد.